# Пам'ятки історії Перемишлянського району
У Перемишлянському районі Львівської області нараховується 17 пам'яток історії.
| #  | назва | датування            | адреса                              | охоронний номер | Номер і дата рішення            |
| -- | --- | -------------------- | ----------------------------------- | --------------- | ------------------------------- |
| 1  | Братська могила українських січових стрільців і воїнів УГА (пам., 1990)                                                                     | 1918—1920 рр.        | с. Бачів, кладовище                 | 1623            | Рішення № 249, 21.05.1991       |
| 2  | Дві могили українських січових стрільців (пам., 1990,)                                                                                      | 1921 р.              | с. Дусанів, кладовище               | 1624            | Рішення № 249, 21.05.1991       |
| 3  | Дільниця на кладовищі, де поховані радянські воїни (7 індивід. могил; пам., 1957, мармурова крихта, бетон)                                  | липень 1944 р.       | м. Бібрка, вул. Шевченка, кладовище | 1625            | Рішення № 183, 05.05.1972       |
| 4  | Братська могила радянських воїнів (пам., 1957, мармурова крихта, бетон)                                                                     | липень 1944 р.       | м. Бібрка, вул. Шевченка, кладовище | 1626            | Рішення № 183, 05.05.1972       |
| 5  | Могила Бенеша М. О., Героя Радянського Союзу (пам., 1990, граніт)                                                                           | 1923—1944 рр.        | м. Бібрка, пл. Бенеша               | 632             | Рішення № 183, 05.05.1972       |
| 6  | Могила Бражникова О. С., радянського воїна (пам., 1972, з/бетон)                                                                            | 1918—1944 р.         | с. Лагодів, кладовище               | 1627            | Рішення № 183, 05.05.1972       |
| 7  | Могила Кузневича Г. М., українського скульптора (пам., 1955, з/бетон)                                                                       | 1871—1948 рр.        | с. Ганачівка, кладовище             | 1628            | Рішення № 183, 05.05.1972       |
| 8  | Кладовище радянських воїнів (18 бр., 48 індивід. могил; пам., 1959, мармурова крихта, бетон)                                                | липень 1944, 1945 р. | м. Перемишляни, кладовище           | 630             | Рішення № 183, 05.05.1972       |
| 9  | Братська могила радянських воїнів (пам., 1966, бетон)                                                                                       | липень 1944 р.       | с. Тучне, на горі біля кладовища    | 631             | Рішення № 183, 05.05.1972       |
| 10 | Хата, в якій народилася Степів-Дашкевич О., хорунжа УСС, педагог (худ.-мем. табл., ск. Б. Романець, 1992, бронза)                           | 7 грудня 1892 р.     | с. Вишнівчик                        | 1629            | Розпорядження № 528, 19.07.1995 |
| 11 | Будинок, в якому жив Габрусевич І., член Проводу ОУН, публіцист, видавець (худ.-мем. табл., ск. Л. Яремчук, арх. В. Каменщик, 1998, бронза) | 1920—1930-ті рр.     | с. Вільховець                       | 1630            | Розпорядження № 236, 11.03.2001 |
| 12 | Будинок, в якому виступав Франко І. Я. (мем. табл., 1936, кераміка)                                                                         | 12 червня 1904 р.    | с. Романів, будинок бібліотеки      | 1631            | Рішення № 278, 05.06.1984       |
| 13 | Пам'ятник на честь скасування панщини (1928, пісковик)                                                                                      | 1848 р.              | с. Болотня                          | 1633            | Розпорядження № 528, 19.07.1995 |
| 14 | Пам'ятник на честь скасування панщини (1990, пісковик)                                                                                      | 1848 р.              | с. Ганачівка, навпроти школи        | 1634            | Розпорядження № 528, 19.07.1995 |
| 15 | Пам'ятник на честь скасування панщини (поч. ХХ ст., пісковик)                                                                               | 1848 р.              | с. Підгородище                      | 1635            | Рішення № 249, 21.05.1991       |
| 16 | Пам'ятник тверезості (1990, пісковик) | 1870 р.              | с. Підгородище                      | 1636            | Розпорядження № 528, 19.07.1995 |
| 17 | Пам'ятник на честь скасування панщини (1990, пісковик)                                                                                      | 1848 р.              | с. Під'ярків                        | 1637            | Розпорядження № 528, 19.07.1995 |

## Джерело
Перелік пам'яток Львівської області [Архівовано 16 вересня 2012 у Wayback Machine.]
 Вікісховище має мультимедійні дані за темою: Пам'ятки історії Перемишлянського району